# Ratno vazduhoplovstvo i PVO Vojske Jugoslavije
La Ratno vazduhoplovstvo i protivvazdušna odbrana Vojske Jugoslavije (in cirillico Ратно ваздухопловство и противваздушна одбрана Војске Југославије - Aeronautica Militare e Difesa Aerea della Jugoslavia), spesso abbreviata in RV i PVO VJ o Jugoslovensko ratno vazduhoplovstvo o JRV, è stata dal 1992 al 2003 l'aeronautica militare della Repubblica Federale di Jugoslavia raccogliendo l'eredità e il nome dell'aviazione della Jugoslavia Socialista. Successivamente con diversa denominazione, dal 2003 al 2006 divenne l'aviazione militare di Serbia e Montenegro.

## Ratno vazduhoplovstvo i PVO Vojske Jugoslavije
Dopo aver raccolto l'eredità ed il nome della aviazione del dissolto stato socialista, l'aviazione della nuova federazione contava circa 240 aerei e nel 1998 circa 15 000 persone in servizio. Il suo quartier generale era a Zemun presso Belgrado.

### Guerra del Cossovo
Durante la guerra del Cossovo circa 50 aerei furono perduti quando nel 1999 la NATO con l'Operazione Allied Force attaccò la Federazione Jugoslava. Tra le unità andate perdute 6 MiG-29 vennero distrutti in combattimento contro gli F-15, gli F-16 e gli F-18, altri MiG-29 distrutti al suolo nella base aerea di Batajnica e i 7 velivoli Super Galeb delle Leteće zvezde (Stelle volanti) della Pattuglia Acrobatica Federale distrutti nella base di Golubovci presso Podgorica.
Sebbene gli uomini dell'aviazione jugoslava avessero combattuto con coraggio, usando tattiche innovative per fronteggiare un nemico più forte sia numericamente che dal punto di vista tecnologico, la sconfitta fu inevitabile e la fine della guerra vide l'aviazione jugoslava drasticamente ridimensionata. Secondo le affermazioni del suo Comandante in Capo l'Aviazione Federale durante la guerra ebbe fra i suoi uomini 40 morti e 110 feriti.

#### Lista degli aerei distrutti durante il conflitto
| Aereo            | Nº di serie         | Luogo della perdita | Equipaggio                                                      |
| MiG-29           | 18103               | Batajnica           |                                                                 |
| MiG-29           | 18104               | Niš                 |                                                                 |
| MiG-29           | 18106               | presso Kruševac     | maggiore Predrag Milutinović, abbattuto da aerei fuoco amico    |
| MiG-29           | 18107               | Batajnica           |                                                                 |
| MiG-29           | 18109               | presso Valjevo      | colonnello Milenko Pavlović, abbattuto da aerei NATO            |
| MiG-29           | 18110               | Ponikve             | maggiore Slobodan Tešanović, in volo non in combattimento       |
| MiG-29           | 18111               | presso Titel        | maggiore Nebojša Nikolić, abbattuto da aerei NATO               |
| MiG-29           | 18112               | Priština            | maggiore Iljo Azrinov, abbattuto da aerei possibile fuoco amico |
| MiG-29           | 18113               | presso Loznica      | capitano Zoran Radoslavljević†, abbattuto da aerei NATO         |
| MiG-29           | 18114               | presso Bjeljina     | maggiore Slobodan Perić, abbattuto da aerei NATO                |
| MiG-29UB         | 18302               | Batajnica           |                                                                 |
| G-4 Super Galeb  | 23693 Leteće zvezde | Golubovci           |                                                                 |
| G-4 Super Galeb  | 23694 Leteće Zvezde | Golubovci           |                                                                 |
| G-4 Super Galeb  | 23695 Leteće Zvezde | Golubovci           |                                                                 |
| G-4 Super Galeb  | 23696 Leteće Zvezde | Golubovci           |                                                                 |
| G-4 Super Galeb  | 23697 Leteće Zvezde | Golubovci           |                                                                 |
| G-4 Super Galeb  | 23698 Leteće Zvezde | Golubovci           |                                                                 |
| G-4 Super Galeb  | 23699 Leteće Zvezde | Golubovci           |                                                                 |
| G-4t Super Galeb | 23604               | Batajnica           |                                                                 |
| G-4t Super Galeb | 23606               | Batajnica           |                                                                 |
| J-22 Orao        | 25104               |                     | Života Đurić†                                                   |
| J-22 Orao        | 25204               | Ponikve             |                                                                 |
| J-22 Orao        | 25205               | Ponikve             |                                                                 |
| NJ-22 Orao       | 25532               | Ponikve             |                                                                 |
| NJ-22 Orao       | 25533               | Ponikve             |                                                                 |
| J-22 Orao        | 25174               | Ponikve             |                                                                 |
| J-22 Orao        | 25168               | Ponikve             |                                                                 |
| J-22 Orao        | 25709               | Moma Center         |                                                                 |
| NJ-22 Orao       | 25527               | Batajnica           |                                                                 |
| J-22 Orao        | 25164               | Batajnica           |                                                                 |
| J-22 Orao        | 25152               | Lađevci             |                                                                 |
| J-22 Orao        | 25207               | Lađevci             |                                                                 |
| MiG-21 bis       | 17135               |                     |                                                                 |
| MiG-21 Bis       | 17220               | Batajnica           |                                                                 |
| MiG-21 Bis       | 17228               | Batajnica           |                                                                 |
| MiG-21 Bis       | 17231               | Batajnica           |                                                                 |
| MiG-21 Bis       | 17401               | Batajnica           |                                                                 |
| MiG-21 Bis-K     | 17208               | Batajnica           |                                                                 |
| MiG-21 Bis       | 17162               | Priština            |                                                                 |
| MiG-21 Bis       | 17169               | Priština            |                                                                 |
| MiG-21 Bis       | 17170               | Priština            |                                                                 |
| MiG-21 Bis       | 17224               | Priština            |                                                                 |
| MiG-21 Bis       | 17166               | Lađevci             |                                                                 |
| MiG-21 Bis       |                     | Batajnica           |                                                                 |
| MiG-21 Bis       |                     | Ponikve             |                                                                 |
| MiG-21 Bis       |                     | Sjenica             |                                                                 |
| MiG-21 M         |                     | Batajnica           |                                                                 |
| MiG-21 UM        | 16151               | Batajnica           |                                                                 |
| An-2             | 70301               | Leskovac            |                                                                 |
| An-2             | 70374               | Leskovac            |                                                                 |
| An-2             | 70357               | Leskovac            |                                                                 |
| Mi-14PL          | 11351               | Golubovci           |                                                                 |
| Mi-14PL          | 11352               | Golubovci           |                                                                 |
| Mi-14PL          | 11354               | Golubovci           |                                                                 |
| Ka-25 PL         |                     | Golubovci           |                                                                 |
| Ka-25PL          |                     | Golubovci           |                                                                 |
| Ka-25PL          |                     | Golubovci           |                                                                 |
| G-2 Galeb        | 23211               | Golubovci           |                                                                 |
| G-2 Galeb        |                     | Golubovci           |                                                                 |
| G-2 Galeb        |                     | Golubovci           |                                                                 |
| G-2 Galeb        |                     | Golubovci           |                                                                 |
| G-2 Galeb        |                     | Golubovci           |                                                                 |
| G-2 Galeb        |                     | Golubovci           |                                                                 |
| G-2 Galeb        |                     | Golubovci           |                                                                 |
| G-2 Galeb        |                     | Golubovci           |                                                                 |
| G-2 Galeb        |                     | Golubovci           |                                                                 |
| G-2 Galeb        |                     | Golubovci           |                                                                 |
| G-2 Galeb        |                     | Golubovci           |                                                                 |
| G-2 Galeb        |                     | Golubovci           |                                                                 |
| G-2 Galeb        |                     | Golubovci           |                                                                 |
| G-2 Galeb        |                     | Golubovci           |                                                                 |
| G-2 Galeb        |                     | Golubovci           |                                                                 |
| G-2 Galeb        |                     | Golubovci           |                                                                 |
| G-2 Galeb        |                     | Golubovci           |                                                                 |
| G-2 Galeb        |                     | Golubovci           |                                                                 |
| Utva 75          | 53001               | Pančevo, Utva       |                                                                 |
| Utva 75A         | 53263               | Pančevo, Utva       |                                                                 |
| Utva 75AG        | 53265               | Pančevo, Utva       |                                                                 |
| Utva 75R         | 53166               | Pančevo, Utva       |                                                                 |
| Utva 75          | 53213               | Sombor              |                                                                 |
| Lasta 95         | 54151               | Pančevo, Utva       |                                                                 |
| Lasta 95         | 54153               | Pančevo, Utva       |                                                                 |
| Lasta 95         | 54154               | Pančevo, Utva       |                                                                 |
| Lasta 95         | 54155               | Pančevo, Utva       |                                                                 |
| Lasta 95         | 54156               | Pančevo, Utva       |                                                                 |
| Mi-8             |                     | Cossovo             |                                                                 |
| Mi-8             |                     | Cossovo             |                                                                 |

## Ratno vazduhoplovstvo i PVO Vojske Srbije i Crne Gore
La Repubblica Federale di Jugoslavia si era formata, dalle ceneri del dissolto stato socialista, il 27 aprile 1992 dall'unione delle ex-repubbliche socialiste federate di Serbia e Montenegro, uniche disposte a continuare un'esperienza federativa dopo la dissoluzione della vecchia Jugoslavia.
Il 4 febbraio 2003 il parlamento federale di Belgrado raggiunse un accordo su una ristrutturazione della federazione che venne trasformata in confederazione e assunse la denominazione ufficiale di Unione Statale di Serbia e Montenegro.
Dopo la ristrutturazione statale, l'aviazione militare ha assunto la nuova denominazione Ratno vazduhoplovstvo i protivvazdušna odbrana Vojske Srbije i Crne Gore.
Con la proclamazione dell'indipendenza del Montenegro avvenuta il 3 giugno 2006, in seguito al referendum del precedente 21 maggio con cui la popolazione montenegrina si era espressa a favore dell'indipendenza, la confederazione con la Serbia è stata sciolta e l'eredità  dell'aviazione serbo-montenegrina è stata raccolta dall'aviazione serba.